# Trichaitophorus aenigmatosus
Trichaitophorus aenigmatosus är en insektsart. Trichaitophorus aenigmatosus ingår i släktet Trichaitophorus och familjen långrörsbladlöss. Inga underarter finns listade i Catalogue of Life.